# 南国物語
『南国物語』（なんごくものがたり）は、2001年にオリンピアが開発・販売した完全告知型の沖スロ。保通協における型式名は「ナンゴクモノガタリ-30」。

## 概要
後に大ヒットとなった『南国育ち』に繋がる南国シリーズの第1号機となる本機は、今ではオリンピア沖スロの代名詞であるパトライト導入前の機種であった。完全告知型の純Aタイプであり、レバーオン時にリール上パネルの蝶の形をしたランプが点滅すればボーナス確定。全リール停止時にはリールがブルーフラッシュする。
また、ボーナス時のBGMは後の『南国育ち』において、7連チャン以上のプレミアムとして使用されている。

## ボーナス確率
| 設定 | BIG確率 | REG確率 | 合成確率 | 機械割 |
| ---- | ------- | ------- | -------- | ------ |
| 1    | 1/303   | 1/655   | 1/207    | 93.6%  |
| 2    | 1/287   | 1/655   | 1/199    | 95.7%  |
| 3    | 1/268   | 1/655   | 1/190    | 98.4%  |
| 4    | 1/256   | 1/630   | 1/182    | 101.0% |
| 5    | 1/248   | 1/564   | 1/172    | 103.1% |
| 6    | 1/240   | 1/512   | 1/163    | 105.3% |

※各数値はメーカー発表値。